# Réserve naturelle régionale de la grotte de la Baume
La réserve naturelle régionale de la Grotte de la Baume (RNR295) est une réserve naturelle régionale (RNR) située en Bourgogne-Franche-Comté. Initialement classée en 1988 en tant que Réserve naturelle volontaire (RNV), elle est intégrée depuis 2015 au réseau de réserves naturelles régionales « cavités à chiroptères », qui vise la protection des chauves-souris et de leur habitat.

## Localisation

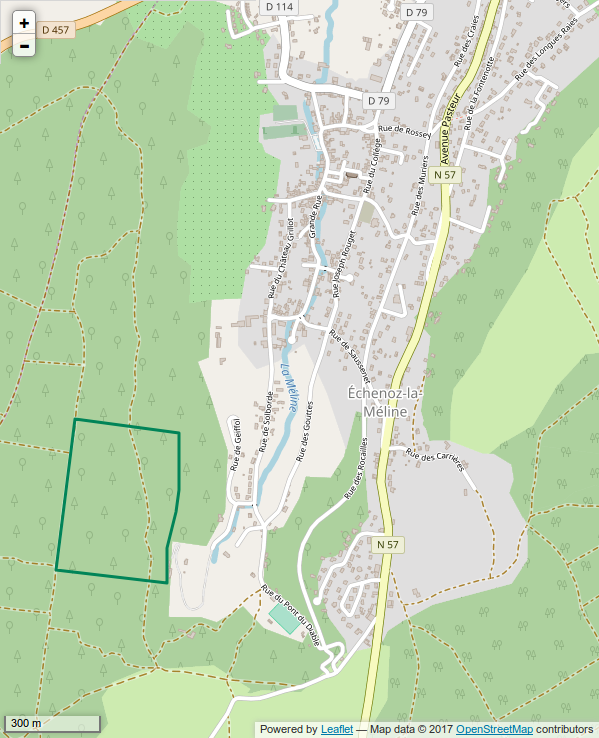
Périmètre de la réserve naturelle.

Le territoire de la réserve naturelle est situé dans le département de la Haute-Saône, sur la commune d'Échenoz-la-Méline.  Il est localisé au sud de la commune, de part et d’autre d’une rupture de pente soulignée par des escarpements rocheux, correspondent à l’ouverture d’une reculée au sein d’un plateau calcaire. Cette réserve naturelle a été créée principalement pour la préservation de la cavité naturelle, expliquant sa surface réduite.

## Histoire du site et de la réserve
La grotte a été classée réserve naturelle volontaire en 1988, puis cet agrément est devenu caduque en 2006, sous l'effet de la loi « démocratie de proximité » de 2002 qui a supprimé le statut de RNV. Trois sites d’importance pour les chauves-souris, en Franche-Comté dont la grotte de la Baume, ont ainsi perdu leur statut de protection. Un arrêté de protection de biotope a pris le relais, pour assurer la continuité de la protection des grottes de la Baume noire (à Fretigney-et-Velloreille) et de la Baume. 
Aussi, en étroite collaboration avec l'ex-région Franche-Comté, la CPEPESC Franche-Comté a étudié la faisabilité de création d’un réseau de réserves naturelles régionales pour la protection des chiroptères et de leurs habitats, qui a abouti au classement de 7 réserves naturelles en 2015 et 2017.

## Écologie, biodiversité, intérêt écopaysager…
S’ouvrant sur l’extérieur par plusieurs entrées au pied d’une falaise datant du Bajocien, la Grotte de la Baume est constituée d’une succession de salles et de galeries formant un réseau de plusieurs centaines de mètres de long.
La réserve naturelle s’inscrit dans un ensemble cohérent de milieux souterrains protégés pour les chauves-souris. La grotte fait notamment partie du réseau des cavités utilisées par le Minioptère de Schreibers, tout au long de son cycle biologique annuel (hibernation, transit, mise-bas).
Les suivis réalisés ont permis d’identifier 13 espèces, ou groupes d’espèces, de chauves-souris utilisant la cavité tout au long de l’année. En automne, lors de leur période de transit, plusieurs centaines de Minioptère de Schreibers y séjournent. En hiver, c’est un site d’hibernation important pour le Grand rhinolophe, avec des effectifs atteignant une centaine d’individus et pour le Petit rhinolophe avec des effectifs moyens d’une quinzaine d’individus.

## Intérêt touristique et pédagogique
Le milieu souterrain est fragile et toute modification même minime du biotope est à éviter. La fréquentation humaine dans les sites d’hibernation ou d’estivage des chauves-souris est responsable de la mortalité d’individus, ou de leur report vers d’autres sites moins favorables.
En conséquence, l’accès à la grotte est interdit au public toute l’année.

## Administration, plan de gestion, règlement
La CPEPESC Franche-Comté a été désignée gestionnaire de ce réseau par arrêtés du 12 octobre 2015 et 22 décembre 2017.

### Outils et statut juridique
Ce site bénéficie de plusieurs outils au service de la conservation du patrimoine naturel :
- ZNIEFF de type I CORNICHE DES BREULEUX ET GROTTE DE LA BAUME (depuis 2009).

- ZSC Natura 2000 Réseau de cavités à Rhinolophes de la région de Vesoul (depuis 2015).

- APPB Grotte de la Baume (par arrêté n°88 du 21 décembre 2007).

- RNR de la grotte de la Baume (par délibération du conseil régional n°15CP-346 du 24 septembre 2015).

### Plan de gestion
La législation prévoit qu’une fois que le gestionnaire d’une réserve naturelle est désigné, il élabore un plan de gestion. Ce document  comprend un état des lieux du patrimoine naturel, historique et culturel du site, ainsi que les objectifs que le gestionnaire s’assigne en vue de la protection des espaces naturels de la réserve. Une fois rédigé, le projet de plan de gestion est présenté devant le comité consultatif de gestion et le conseil scientifique régional du patrimoine naturel (CSRPN) pour avis.
Après une phase de concertation préalable, le gestionnaire a présenté un plan de gestion unique pour l'ensemble des réserves du réseau « cavités à chiroptères ». Approuvé à l’unanimité par la commission permanente du conseil régional de Bourgogne-Franche-Comté le 27 septembre 2019, ce réseau est maintenant doté d’un premier document cadre pour les cinq ans à venir.
L’enjeu principal concerne la préservation de la fonctionnalité de ce réseau de gîtes pour 6 espèces prioritaires : Le Minioptère de Schreibers, le Petit murin, le Rhinolophe euryale, le Grand rhinolophe, le Petit rhinolophe et le Murin à oreille échancrées. Au total, ce sont près de 70 actions qui ont été planifiées pour conserver cet enjeu prioritaire. A travers ces actions, la préservation des habitats forestiers remarquables sera également prise en compte.
Une version simplifiée du plan de gestion a été rédigée pour en faciliter la lecture.

### Cadre réglementaire
De par ses classements en APPB et RNR, ce site est soumis à une réglementation stricte, détaillée dans les arrêté et délibération de classement.